# Amrita Sher-Gil

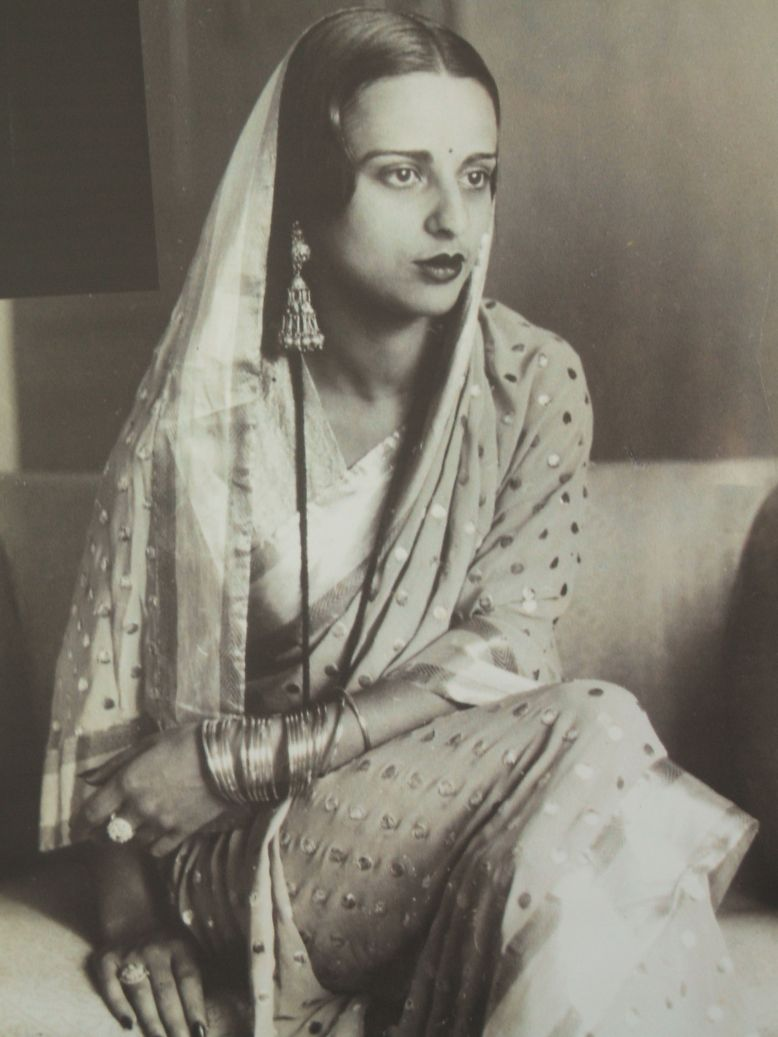
Amrita Sher-Gil im Sari

Amrita Sher-Gil (* 30. Januar 1913 in Budapest, Österreich-Ungarn; † 5. Dezember 1941 in Lahore, Britisch-Indien) war eine indisch-ungarische Malerin. Sie gilt als Wegbereiterin der modernen indischen Kunst.

## Leben

### Kindheit in Ungarn und Indien
Sher-Gils familiärer Hintergrund war ungewöhnlich, künstlerisch und kosmopolitisch-intellektuell. Ihre Mutter Marie Antoinette Gottesmann war Ungarin und stammte aus einer großbürgerlichen jüdischen Familie. Ihr Vater Umrao Singh Sher-Gil (1870–1954) war ein Privatgelehrter aus einer Aristokratenfamilie im Punjab. Er war  Philosoph, Künstler und Fotograf. Sher-Gil erhielt als Kind in Ungarn Klavierunterricht und gab sogar Konzerte; sie hatte eine Abneigung gegen Chopin, verehrte jedoch Beethoven. Auch ihre ein Jahr jüngere Schwester Indira war musisch begabt. Die Familienmitglieder inspirierten einander und der Familienzusammenhalt war sehr ausgeprägt. Später zog ihre Familie nach Shimla am Fuße des Himalaya, das zu jener Zeit Sommerresidenz der britischen Kolonialverwaltung war. Mit acht Jahren begann Amrita Sher-Gil dort, Kunstunterricht zu nehmen. Ein mehrmonatiger Aufenthalt in Florenz sollte das Verständnis der Töchter für die italienische Renaissance ausbilden.

### Pariser Jahre

#### Studium

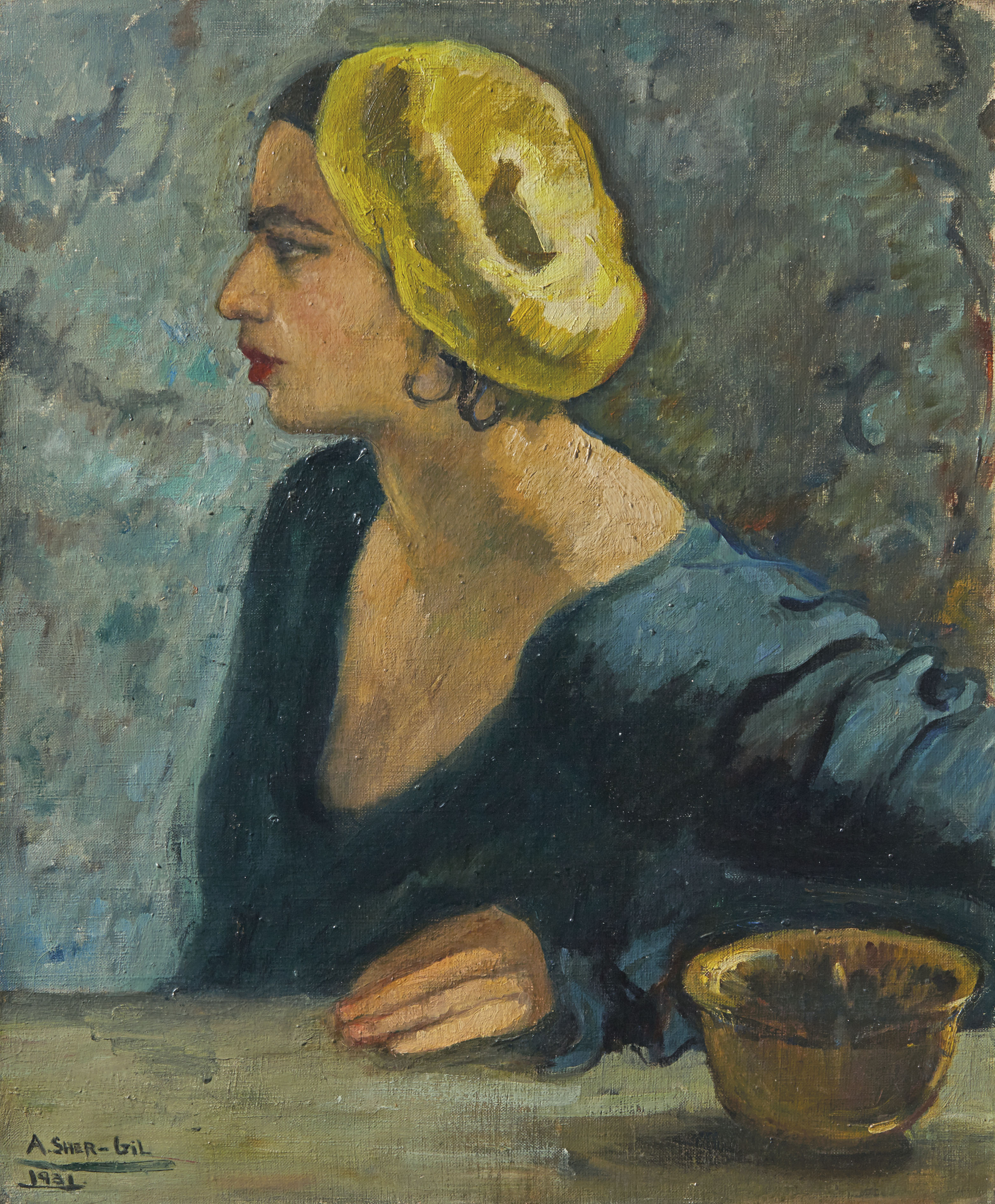
Selbstporträt (ohne Titel), 1931

Sher-Gils Eltern erkannten bald ihr Talent für die Malerei. Als sie 16 Jahre alt war, zog die gesamte Familie 1929 nach Paris, um ihr das Kunststudium zu ermöglichen. Sie studierte zunächst an der Académie de la Grande Chaumière und später an der École des Beaux-Arts, die damals als bedeutendste Kunstakademie der Welt galt. Die Mutter Marie veranstaltete in Paris legendäre Soireen; der als exzentrisch geltende Vater las an der Sorbonne.

#### Frühe Erfolge
In Paris feierte Sher-Gil frühe Erfolge. Ihr Stil war zu dieser Zeit keineswegs radikal, sondern vereinte Einflüsse vieler zeitgenössischer Strömungen. „Ich habe ein paar sehr gute Gemälde gemalt“, schrieb sie 18-jährig im Oktober 1931 in einem Brief an ihre Mutter. „Jeder sagt, dass ich mich enorm verbessert habe; sogar jene Person, deren Kritik meiner Ansicht nach für mich am wichtigsten ist – ich selbst.“ In den Jahren 1930 bis 1932 entstanden etwa sechzig große Gemälde. Sie lehnte, wie viele zu dieser Zeit, die abstrakte Avantgarde ab und nahm sich eher verlässliche Größen der Kunstgeschichte zum Vorbild, in ihrem Falle Cézanne, Gauguin und Modigliani. In ihrer Pariser Phase tendiert ihre Arbeit zu einem akademischen Realismus, der sich mitunter mit dem frühen Picasso vergleichen lässt, dabei aber durchaus eigenständig ist. In dieser Phase dominieren Porträts, Stillleben und Akte.

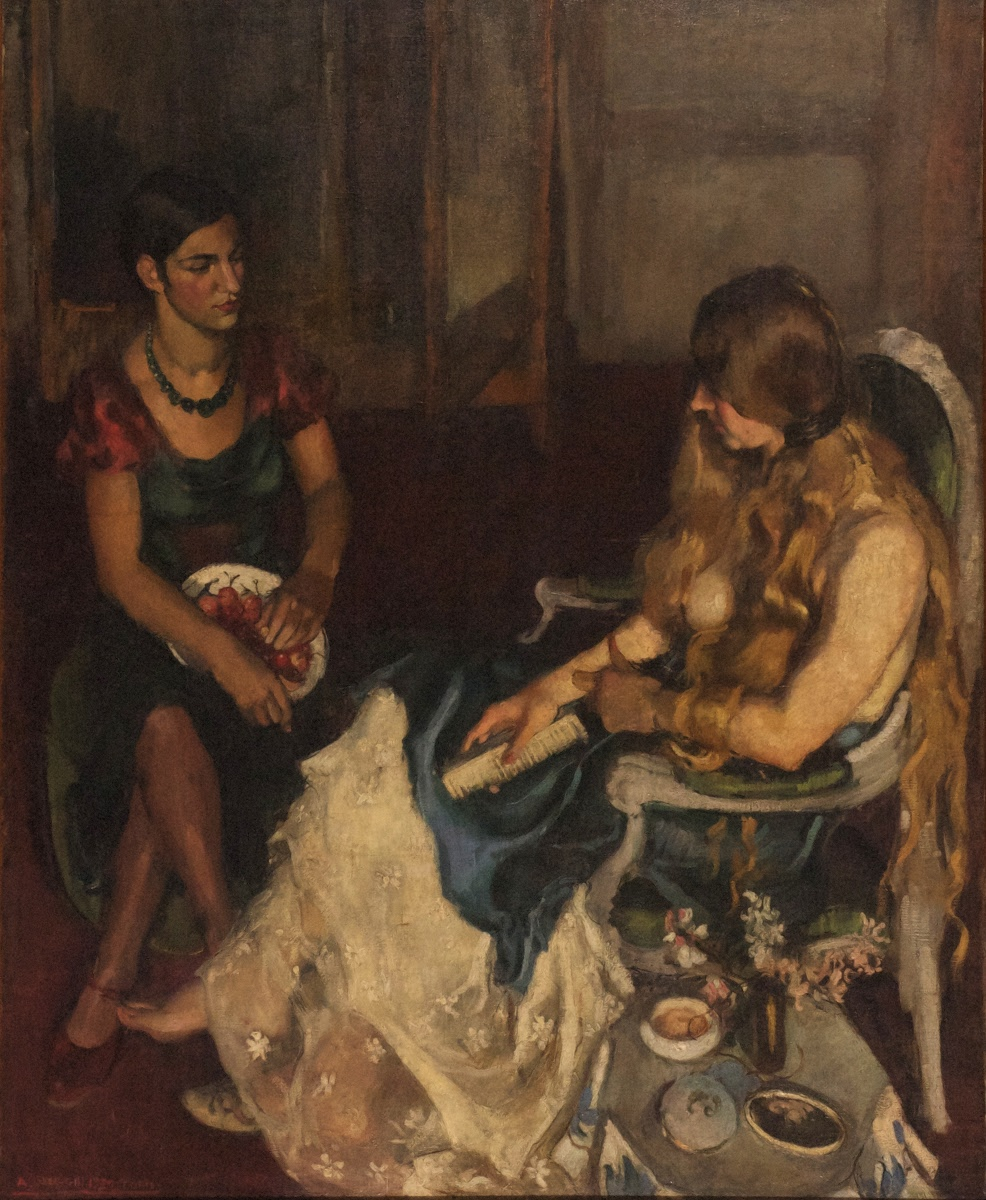
Young Girls (Öl auf Leinwand) wurde 1932 in Paris gemalt und 1933 auf dem Pariser Salon mit einer Goldmedaille ausgezeichnet.

Viele ihrer Gemälde zeigen einen offenen Umgang mit Körperlichkeit. Ihr Gemälde Junge Mädchen (1932) erhielt 1933 im Pariser Salon eine Goldmedaille. Es zeigt ihre Schwester Indira in europäischer Kleidung mit einer halb ausgezogenen Freundin, Denise Proutaux, deren Gesicht von ihren Haaren verdeckt ist: die eine Frau wagemutig und voll Selbstvertrauen, die andere reserviert und versteckt. Das Gemälde spiegelt die verschiedenen Aspekte von Sher-Gils Persönlichkeit wider: Auf Pariser Partys galt sie als kontaktfreudig; andererseits versteckte sie sich und malte mit voller Leidenschaft. Amrita und ihre Schwester Indira waren fotogene junge Frauen, die sich in Paris vor Verehrern und Verehrerinnen kaum retten konnten. Fotos jener Zeit zeigen Sher-Gil von Männern umgeben in Cafés. Einmal äußerte sie: „Ich werde meine Schönheit genießen, weil sie mir nur für eine kurze Zeit gegeben ist und der Genuss nie lange anhält.“ Sher-Gil galt aber auch als stolz, überheblich und eigensinnig; ihr Selbstbewusstsein grenzte an Hochmut und sie verlangte für ihre Gemälde exorbitante Preise.
Im Alter von 20 Jahren reichte sie das sehr freizügige Bild Schlaf (1933) für den alljährlichen Wettbewerb der École des Beaux Arts ein und gewann damit den ersten Preis. Dargestellt ist ihre Schwester Indira, damals eine angehende Pianistin: „Wie eine Blüte entfaltet sich der Körper der Schlafenden auf der Bildfläche. Das weiße Laken rahmt die zarten Brauntöne ihrer Haut, den hellen Busen, die noch hellere Innenseite des hochgereckten Oberarms, ihre rosigen Wangen und den roten Mund. Die Bewegungen ihrer üppigen schwarzen Locken setzen sich in dem chinesischen Drachen auf dem rosaroten Seidentuch neben ihr fort. Er schmiegt sich an ihre Seite wie ein zutrauliches Schoßhündchen.“

#### Offenheit und Konflikte mit Sexualität

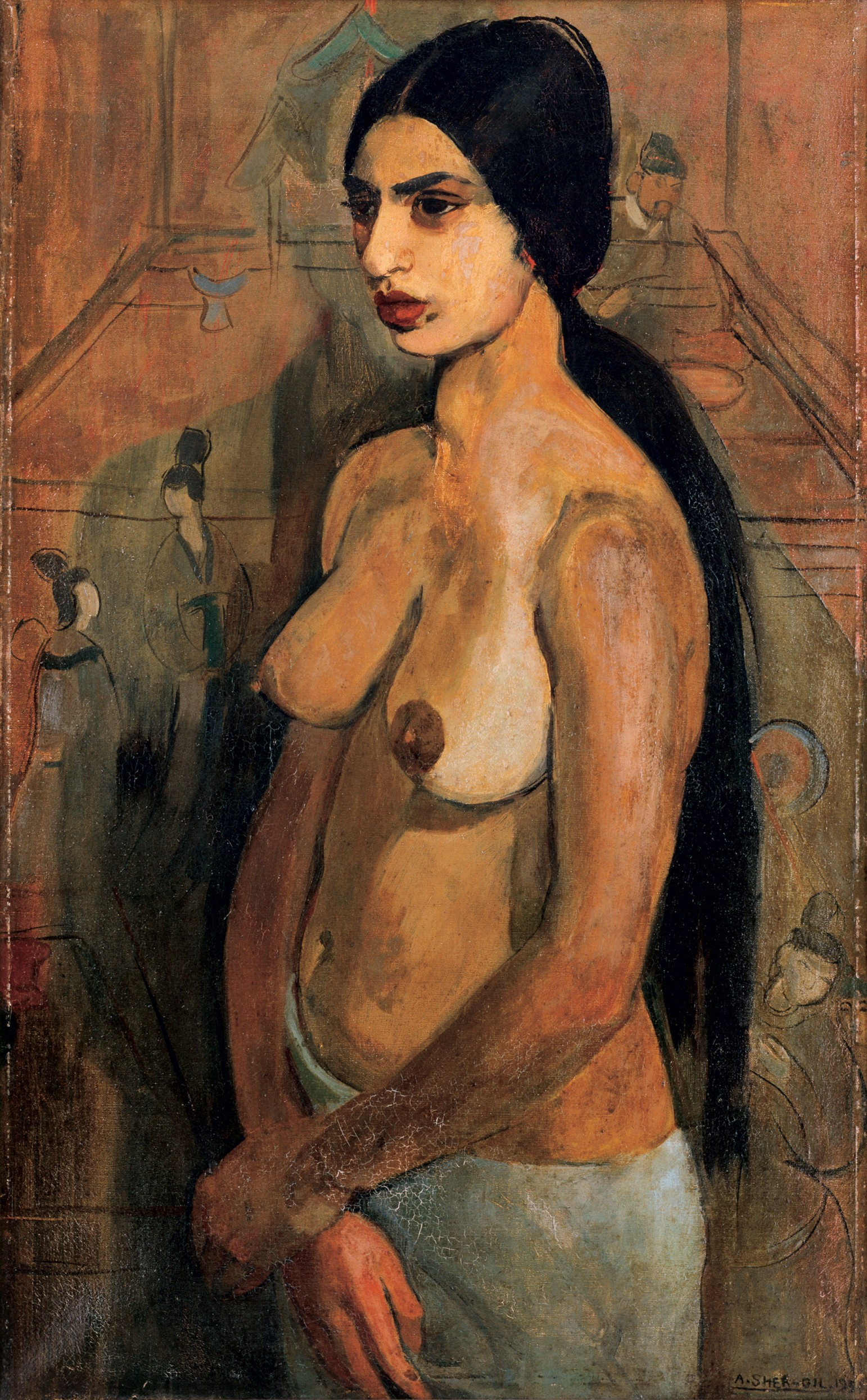
Amrita Sher-Gil: Selbstporträt als Tahitianerin, Öl auf Leinwand, 1934

Neben Gemälden von Verwandten, Geliebten und Freunden schuf sie auch Selbstporträts, die ihr Ringen mit der eigenen Identität zeigen. Ihre Selbstporträts spiegelten oft eine insichgekehrte, unruhige Frau wider, die zwischen ihrer ungarischen und indischen Identität gefangen war. Ihr Selbstporträt als Tahitianerin (1934; Öl auf Leinwand; 90 × 56 cm) erinnert an den Stil des französischen Spätimpressionisten Paul Gauguin, der oftmals dunkelhäutige tahitische Frauen malte. Das Gemälde wurde ein Jahr nach Abschluss ihres Studiums an der École des Beaux-Arts fertiggestellt. Ihr eigener brauner Körper ist dabei im Stil Gauguins des weiblichen Aktes gemalt, mit einem schlichten Pferdeschwanz und distanziertem, düsteren Ausdruck in ihrem Gesicht. Das Selbstbildnis drückt somit ihre Körperlichkeit aus, die es darin wiederholt zitiert. Doch bei näherer Betrachtung wird Gauguins Blick auf die „exotische Sexualität“ der Südsee neu verortet, indem die Künstlerin den weißen Kolonialblick überwindet. Denn Sher-Gil nimmt im Gemälde nicht etwa nur die Rolle der unschuldigen Muse ein, so wie es bei Gauguin der Fall war, sondern sie ist vielmehr zugleich Subjekt und Objekt. Das Gemälde unterstreicht damit als eines ihrer hervorstechendsten Selbstbildnisse ihr Weltbürgertum.

Sher-Gil trug aber auch Konflikte mit ihrer Sexualität aus. So setzte sich ihr Frühwerk häufig mit sexueller Identität auseinander, weswegen sie oft mit Frida Kahlo verglichen wird. Etwa war sie, auch aufgrund ihrer Sicht auf die Frau als ein starkes und von Konventionen befreites Individuum, von der Idee einer gleichgeschlechtlichen Affäre angezogen. Sie war eng mit der Malerin Marie Louise Chassany verbunden, und einige Kunstkritiker – darunter auch ihr Neffe, der Künstler Vivan Sundaram, der auch eine Biografie über sie schrieb – glaubten in ihrem Werk Zwei Frauen das gegenseitige Verlangen der beiden zu erkennen. Insgesamt ging Sher-Gil sehr offen mit ihrer Sexualität und ihre Zuneigung sowohl zu Männern als auch Frauen um, wie sich aus vielen Briefen an die Eltern und die Schwester entnehmen lässt. Ihre Mutter fragte sie einmal nach der Art ihrer Beziehung zu Chassany. In einem Brief an ihre Mutter im Jahr 1934 verneinte Sher-Gil eine intime Beziehung zu ihr. Obwohl sie die Nachteile von Beziehungen zu Männern anführte, sagte sie über Chassany, dass sie nie im sexuellen Sinne etwas miteinander hatten und dass sie glaubte, sie würde eine Beziehung zu einer Frau beginnen, sobald sich die Gelegenheit dazu ergebe. In der Tat hatte sie Beziehungen zu Männern und betrachtete die Ehe als einen Weg zur Erlangung von Unabhängigkeit von ihren Eltern.

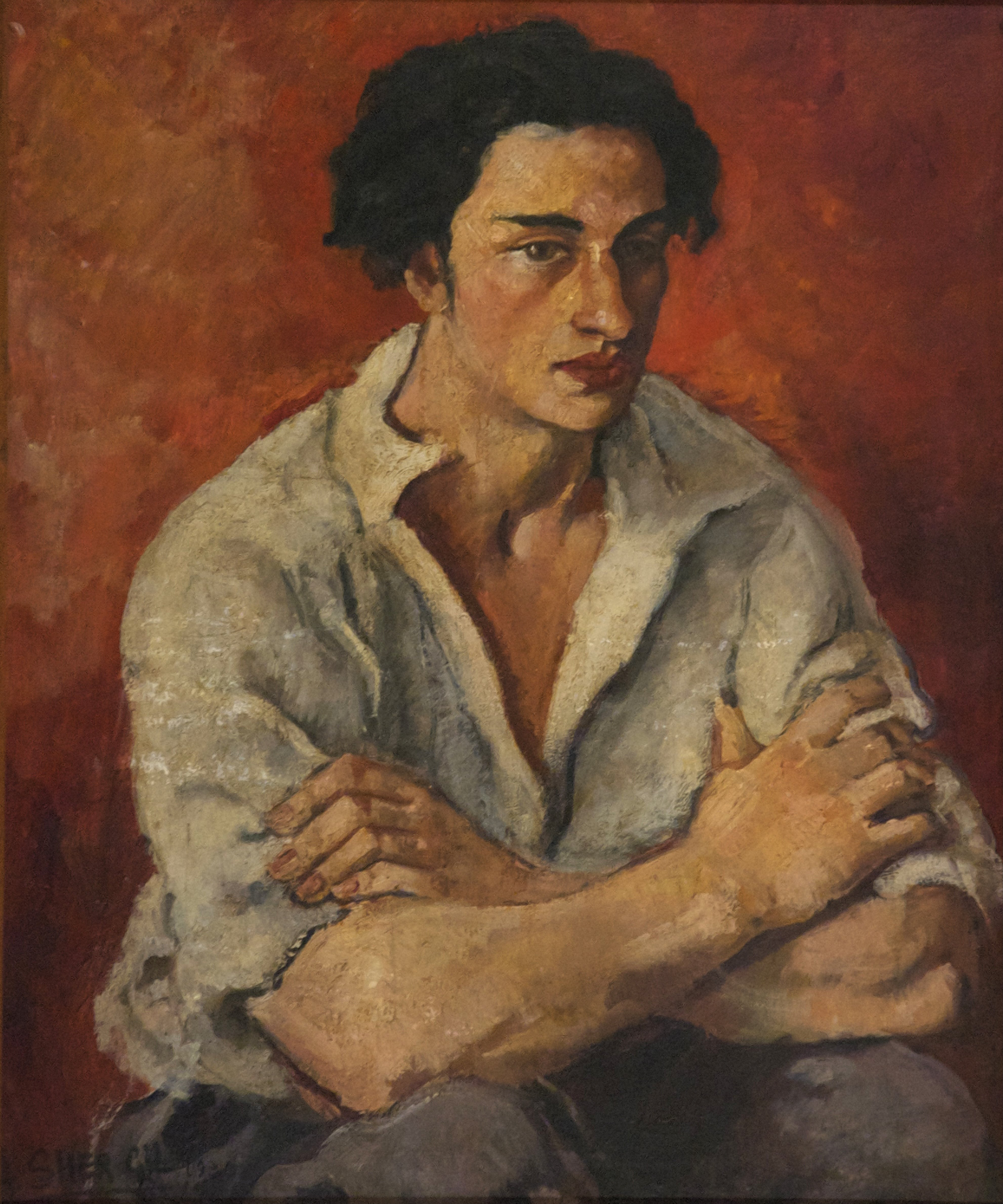
Boris Taslitzky, gemalt von Sher-Gil, 1930

Der junge Sozialist Boris Taslitzky, der Sher-Gil aus dem Studium kannte, verliebte sich in sie, doch ihre Mutter lehnte ihn ab; stattdessen brachten sie ihre Eltern dazu, sich mit dem als Lebemann geltenden Yusuf Ali Khan zu verloben. Sher-Gil löste diese Verbindung jedoch aufgrund der Untreue Yusufs noch vor der Hochzeit – er hatte sie mit Syphilis angesteckt. Behandelt wurde sie von ihrem Cousin, dem ungarischen Arzt Victor Egan, den sie im Jahr 1938 heiratete. Erst im Nachhinein offenbarte sie, dass sie schwanger war. Er veranlasste eine Abtreibung.

### Rückkehr nach Indien

#### Shimla
Obgleich sie für ihre Arbeit Anerkennung fand, fühlte sich Sher-Gil in Paris unausgefüllt. Sie schrieb, dass sie von einer starken Sehnsucht verfolgte würde, nach Indien zurückzukehren, und auf eine seltsame unerklärliche Weise fühlte, dass dort ihr Schicksal als Malerin verortet wäre: „Ein Fresko in Ajanta ist mehr wert als die gesamte Renaissance.“ Ihr Vater stellte sich gegen eine Rückkehr der nunmehr emanzipierten Bohémienne, da er um den Ruf der Familie fürchtete. Doch kehrte sie im Winter 1934 gemeinsam mit ihrer Familie nach Shimla zurück. Hier fand sie die nötige Inspiration, als sie durch das Land reiste und wieder Kontakt mit dessen Bewohnern aufnahm.
Ihre Familie hatte zwar enge Beziehungen zu den britischen Kolonialherren, sympathisierte jedoch mit dem Indischen Nationalkongress, der sich für die Rechte der indischen Mehrheitsbevölkerung einsetzte und die Unabhängigkeit vom Vereinigten Königreich anstrebte. In Indien arbeitete Sher-Gil bis spät in die Nacht, war jedoch auch als mondän gekleidete Schönheit im Hause reicher Politiker und Bürokraten anzutreffen. In dieser Zeit soll sie Affären mit dem späteren Premier Jawaharlal Nehru und dem britischen Journalisten Malcolm Muggeridge gehabt haben.

#### Herausbildung eines eigenständigen Stils
Sie beschrieb ihren technischen Stil während dieser Zeit als fundamental indisch. Sie schrieb: „Ich erkannte damals meine künstlerische Mission: das Leben der Inder und insbesondere der armen Inder bildlich zu interpretieren, diese stillen Bilder unendlicher Unterwerfung und Geduld zu malen, um ihre kantigen braunen Körper darzustellen.“ Anfangs ließ sie sich noch vom romantisch verklärten Blick einer Europäerin leiten, doch wandte sie sich im Laufe der Dreißigerjahre immer mehr den realen Menschen Indiens zu. Während ihrer späteren Jahre auf ihrem Familienbesitz in Nordindien und einem ausgedehnten Besuch in Ungarn (1938–1939) malte Sher-Gil in überschwänglichen Tönen intime Szenen des ländlichen häuslichen Lebens, Berglandschaften, lokale Zeremonien und Tiere, die sowohl von Brueghels Szenen des bäuerlichen Lebens als auch den Miniaturmalerei des Mogulreichs und der Pahari-Tradition inspiriert waren, ergänzt durch die Eindrücke, die sie bei der Besichtigung historischer Monumente gewann, darunter den Höhlen von Ajanta und Ellora.

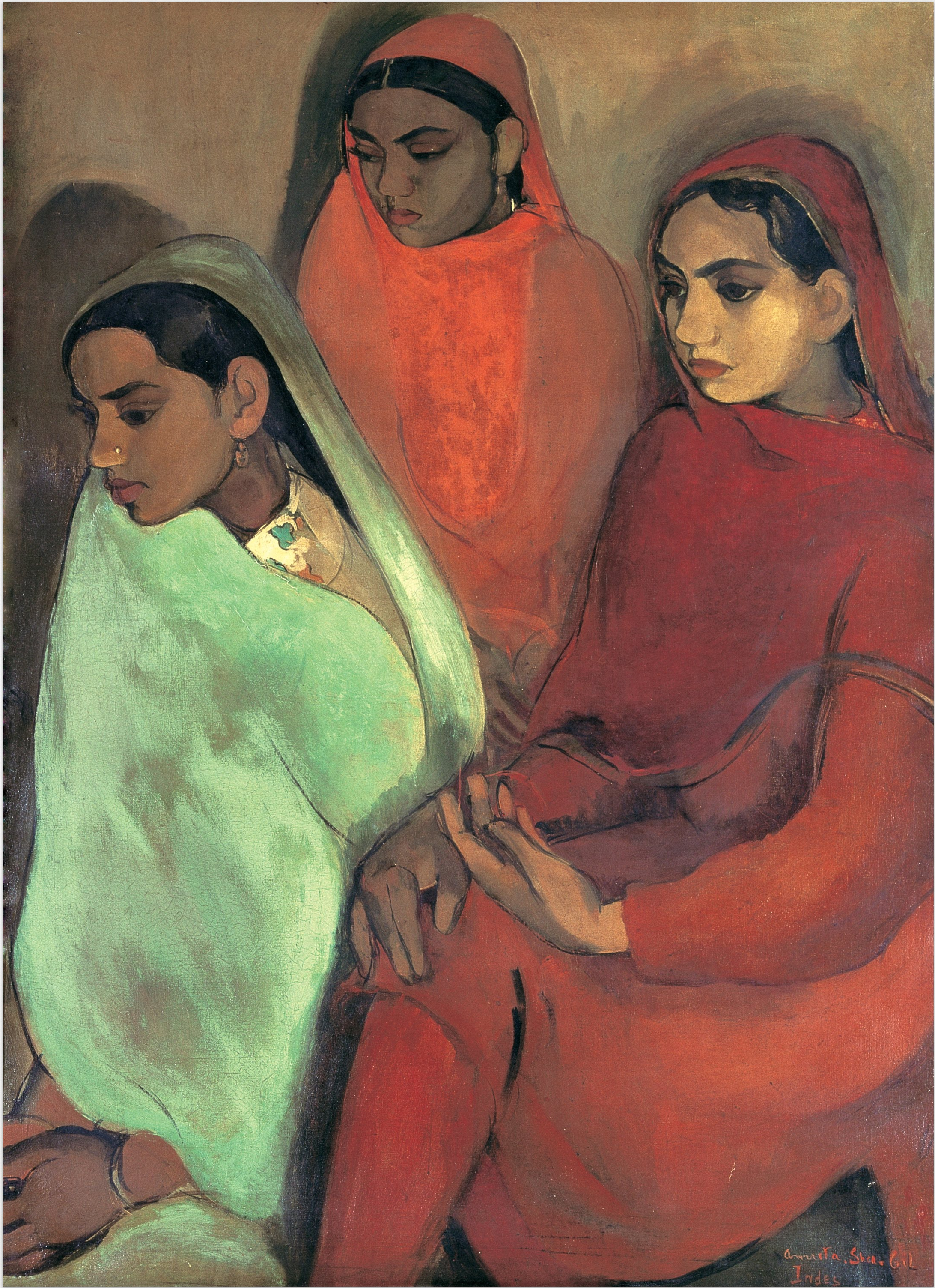
Gruppe mit drei Mädchen, 1935

Erst während ihrer indischen Phase hatte Sher-Gil einen wirklich eigenständigen Stil herausgebildet, geprägt von einer flächigeren und nur gelegentlich folkloristisch anmutenden Malerei. Vielmehr vermied sie nun Leidenschaft und achtete vornehmlich auf die Ausgewogenheit und Spannung ihrer Komposition. Ihr Stil kann daher als unaufdringlich beschrieben werden, wobei die Betrachtung des sie umgebenden Lebens auffällig melancholisch ausfällt. Mit ihrem Pinsel untersuchte Sher-Gil die Traurigkeit, die Menschen, besonders Frauen, im Indien der 1930er-Jahre empfanden und gab ihren Erfahrungen eine Stimme und Bedeutung. Mit ihrem Stil und ihrer Betonung von Frauen wurde Amrita Sher-Gil als „indische Frida Kahlo“ bekannt. Sie hat mit ihrem Pinsel das tägliche Leben indischer Frauen in den 1930er-Jahren dargestellt und oft ein Gefühl ihrer Einsamkeit und sogar Hoffnungslosigkeit enthüllt. Sie malte Frauen auf dem Weg zum Markt, Frauen auf einer Hochzeit, Frauen zuhause. Manchmal zeigte sie Frauen zusammen mit anderen Frauen. Zuweilen schienen die Arbeiten ein Gefühl stiller Entschlossenheit zu vermitteln. Es war zu dieser Zeit eine seltene Darstellung indischer Frauen, die sonst eher als glücklich und gehorsam dargestellt wurden. Das melancholische Gemälde Drei Mädchen zeigt bspw. Frauen mit passivem Ausdruck, deren ernsten braunen Gesichter mit den leuchtenden Rot-, Grün- und Bernsteinfarben ihrer Kleidung kontrastieren. Die Stimmung ist mutlos, so als ob die Frauen auf etwas warten, jedoch bezweifeln, dass es je kommen wird. Sie verstand die Einsamkeit ihrer Figuren gut; ihre Stimmungen fanden in ihnen ein Abbild. Bedingt durch ihre Erziehung lebte sie zwischen den Welten und suchte oft nach einem Gefühl der Zugehörigkeit.

Dorfszene, 1938

Ihr 1938 entstandenes Bild Dorfszene aus dieser Zeit sollte Jahrzehnte später in Neu-Delhis größtem Auktionshaus Osian’s die mit 1,26 Mio. Euro höchste jemals für ein indisches Gemälde bezahlte Summe erzielen. Im Jahr 1939 schrieb sie: „Europa gehört Picasso, Matisse, Braque und vielen anderen. Indien gehört mir allein.“

#### Letzte Jahre in Lahore
Im Jahr 1939 ließen sich Sher-Gil und Egan in Saraya nieder, einem Dorf im indischen Distrikt Gorakhpur. Als sie dort lebte, war sie depressiv. Nach einiger Zeit beschlossen sie und Egan, nach Lahore umzuziehen, das bereits damals ein wachsendes kulturelles Zentrum war. Nun hatte sie gerade eine breitere Anerkennung erlangt und Aufträge angenommen. Ihr baldiges Schicksal muss sie zu diesem Zeitpunkt erahnt haben, da sie wiederholt sagte: „Ich muss hart arbeiten, ich muss schnell arbeiten, denn meine Zeit ist sehr knapp.“ Wenige Tage vor ihrer ersten bedeutenden Einzelausstellung in Lahore erkrankte sie jedoch auf mysteriöse Weise und fiel ins Koma. Sie starb am 5. Dezember 1941 im Alter von nur 28 Jahren an Blutverlust, Bauchfellentzündung und Wassermangel. Als Todesursache wurden Komplikationen infolge einer zweiten, fehlgeschlagenen Abtreibung angenommen, die von Egan durchgeführt wurde. Das jedenfalls deutet eine Biografie über die Malerin an. Ihr Ehemann, der sie nicht retten konnte, wurde von Sher-Gils Mutter gar des Mordes bezichtigt. Ihre Mutter tötete sich bald darauf aus Verzweiflung. Die Schwester verkraftete die Geschehnisse bis ans Ende ihres Lebens nicht.

### Nachleben

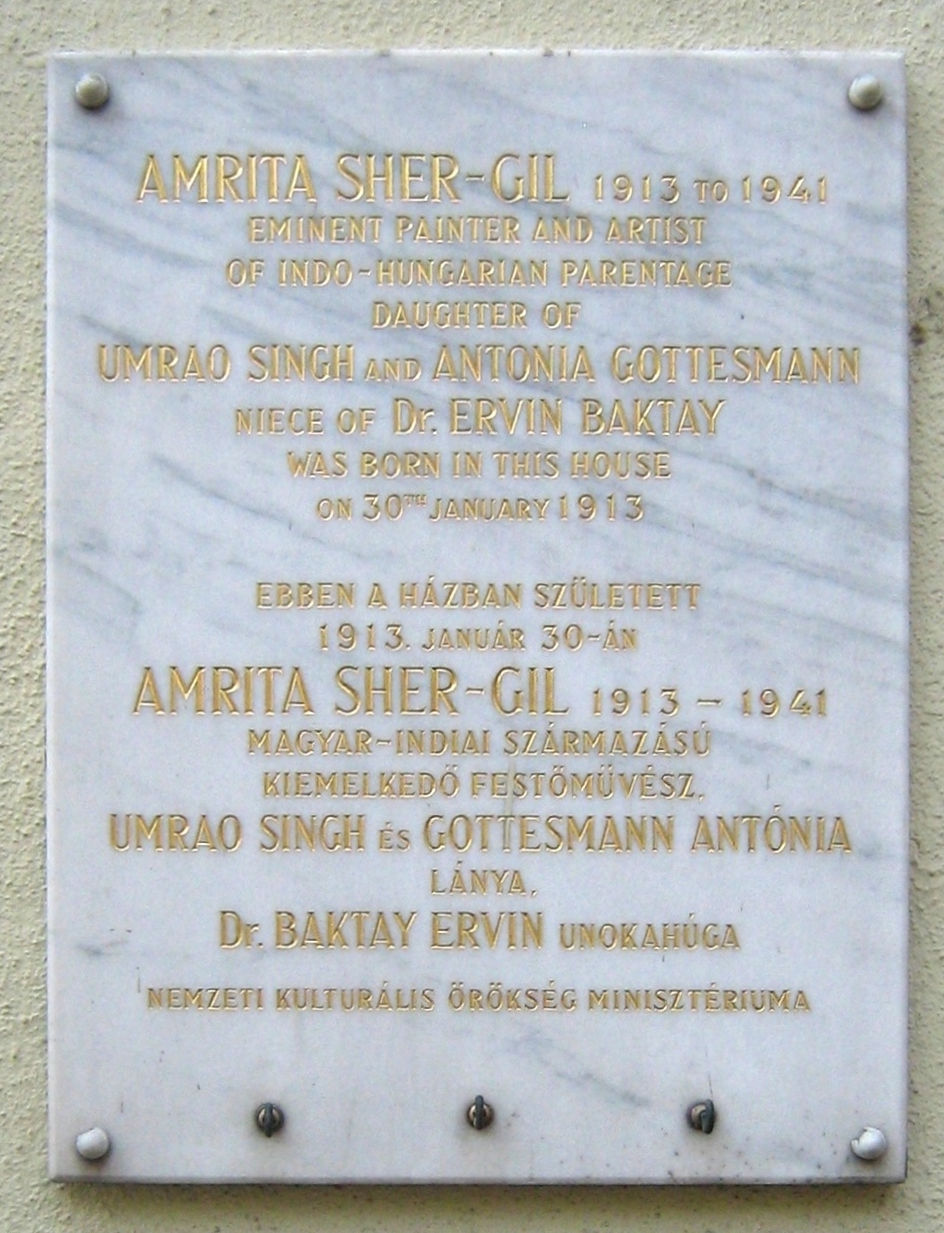
Tafel an ihrem Geburtshaus in Budapest

Sher-Gil hinterließ ein reiches Vermächtnis, das den Grundstock für die National Gallery of Modern Art in Neu-Delhi bildete, die die umfangreichste Sammlung von Werken der Künstlerin besitzt. Der Großteil ihrer rund 200 Gemälde ist dauerhaft dort zu finden oder aber im Besitz der Familie. Als nationales Kulturgut dürfen die Bilder Indien nicht verlassen. Für eine Retrospektive im Münchner Haus der Kunst wurde 2006/2007 eine Ausnahme gemacht.
Von Amrita Sher-Gil existieren zahlreiche Fotografien, die vielfach mit der Kamera ihres Vaters aufgenommen wurden und die ihre besondere Erscheinung dokumentieren. Zudem verfasste sie eine beträchtliche Anzahl von Schriften, die sich mit Kunst im Allgemeinen, dem indischen Film und ihrem eigenen Werk auseinandersetzen.
Sher-Gils Neffe Vivan Sundaram gilt selbst als bedeutender indischer Gegenwartskünstler. Als Archivar der Familiengeschichte hat er sich des Nachlasses seiner Familie angenommen und Sher-Gils Briefe herausgegeben. Ihre Nichte Navina Sundaram, eine indisch-deutsche Fernsehjournalistin, Filmemacherin und Autorin, drehte 2007 den Film Amrita Sher-Gil: Ein Familienalbum.
Die UNESCO, die Kulturorganisation der Vereinten Nationen, rief anlässlich ihres 100. Geburtsjahres das Jahr 2013 zum internationalen Amrita-Sher-Gil-Jahr aus.

## Film
- Fabrice Michelin (Regie): Stadt Land Kunst – Spezial Indien. Sendung vom 04.02.2023. Ein Drittel der Folge hat den Titel: Amrita Sher-Gil: Königin der modernen Malerei. F, 2022. 40 Min. (Zeigt ihre Stationen in Indien und jeweils ihre Themen dort. Interviews mit indischen Kulturmanagern zu ihrer Bedeutung für die heutige ind. Bildnerei.)